# Aliuska Ojeda
Aliuska Ojeda (25 de marzo de 1992) es una deportista cubana que compite en judo. Ganó una medalla de bronce en los Juegos Panamericanos de 2015 y dos medallas de bronce en el Campeonato Panamericano de Judo, en los años 2014 y 2017.

## Palmarés internacional
| Juegos Panamericanos    | Juegos Panamericanos      | Juegos Panamericanos | Juegos Panamericanos |
| Año                     | Lugar                     | Medalla              | Categoría            |
| ----------------------- | ------------------------- | -------------------- | -------------------- |
| 2015                    | Toronto (Canadá)          | Medalla de bronce    | –57 kg               |
| Campeonato Panamericano |                           |                      |                      |
| Año                     | Lugar                     | Medalla              | Categoría            |
| 2014                    | Guayaquil (Ecuador)       | Medalla de bronce    | –57 kg               |
| 2017                    | Ciudad de Panamá (Panamá) | Medalla de bronce    | –57 kg               |